# Adland
Adland är en webbsajt med fokus på reklambranschen och ett reklamarkiv. Adland innehåller reklamnyheter, kritik och recensioner av reklamkampanjer samt ett arkiv av reklam och reklamkampanjer, med fokus på TV-reklam. År 2003 beskrev Variety Adland som ett "centrum för reklamrelaterade nyheter och diskussioner". Webbsajten har även samlat in reklam som har förbjudits eller censurerats någon annanstans. Adland finns på Twitter sedan 2007. Den 19 september 2019 flyttade webbplatsen från webbhotellet Vultr på grund av en upphovsrättsintrångssituation angående en Bridgestone-reklam. Sedan januari 2020 är webbplatsen aktiv igen på en helt annan server.
Den 24 Januri 2025 annonserade Åsk Wäppling att hon stängde ned Adland på grund av personliga skäl. Den 24 april 2025 tillkännagav den nya ägaren Ari Paparo förvärvet och återupplivandet av webbplatsen, som uppköptes av Marketecture Media, Inc för en okänd summa vilket rapporterades i Adage. 

## Historia

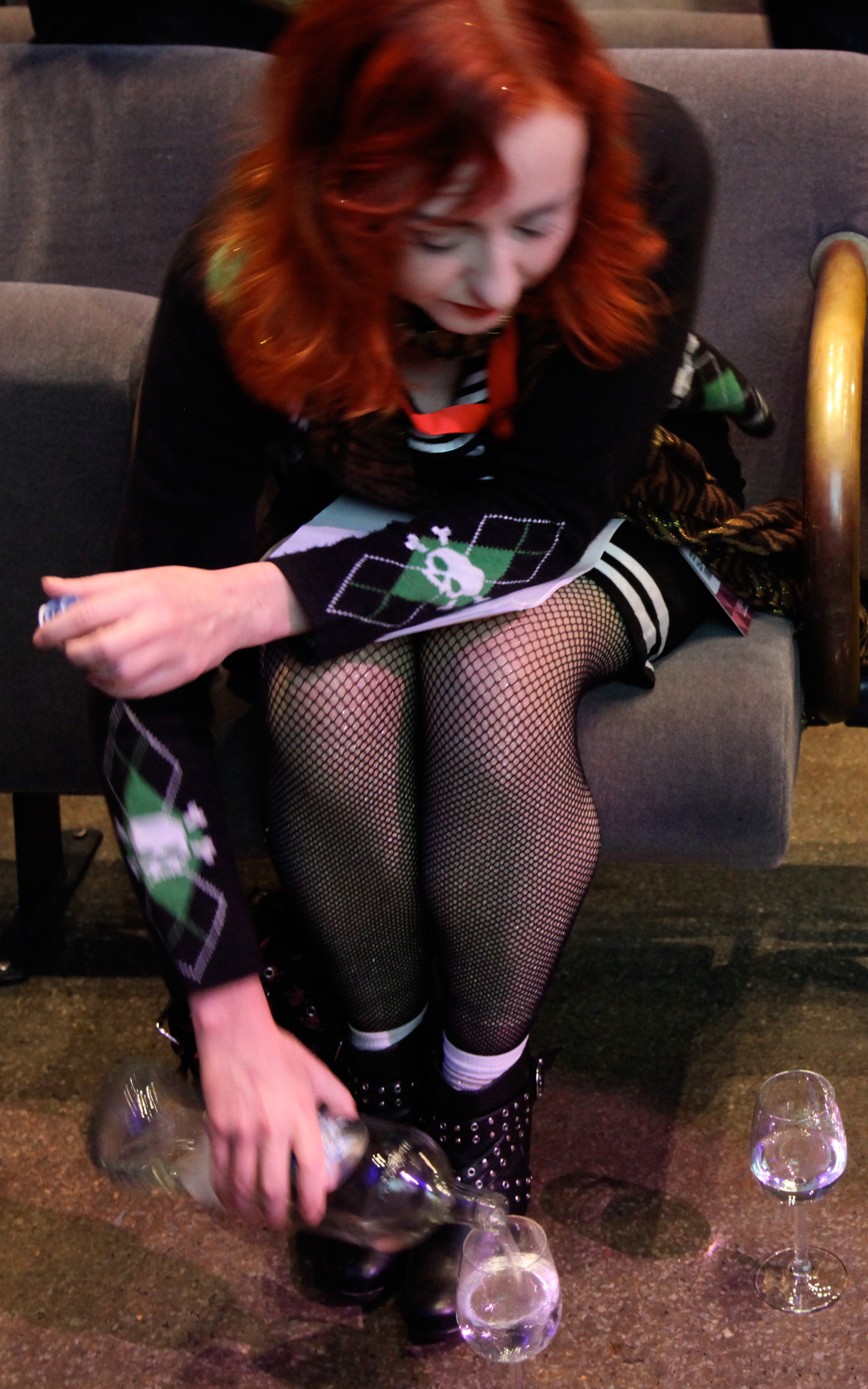
Adland-skaparen Åsk Wäppling vid Eurobest.

Adland grundades 1996 av Åsk Wäppling, som kallar sig Dabitch på webbplatsen. Wäppling har sagt att "På Adland så bevarar vi, publicerar vi, levererar vi, recenserar vi och ibland så trakasserar vi all reklam som finns". Adland började som en plats för att samla in plagierade reklamkampanjer, kallat Badland,  och har nu vuxit till det största arkivet med reklam i världen. På webbplatsen finns ett arkiv på över 40 år av Super Bowl-reklamfilmer. Wäppling beskriver Adlands tidigaste inkarnation som en "proto-blogg", inspirerad av hennes diskussion om reklam på Usenet och på en epostlista hon skapade. År 2000 byggdes Adland till en interaktiv blogg med användarkonton. Inledningsvis använde sajten en prenumerationsmodell för åtkomst till sitt arkiv av reklamfilmer, flyttade senare till en intäktsmodell med annonser, och är nu en webbplats helt stödd av donationer.

### Dödshot
Under OS 2008 i Peking försvarade Adland - och visade kopior av - annonser som producerades av Röda Korsets ungdom i Sverige. Kampanjen var avsedd att uppmärksamma påståenden om kränkningar av de mänskliga rättigheterna i Nepal och Tibet. Internationella federationen för röda kors- och röda halvmåneföreningar beslöt att ta bort denna kampanj, men Adlands arkiv hade kopior. Wäppling uppgav att hon hade fått dödshot och trakasserier på grund av Adlands vägran att ta bort annonserna, och att Adland hade utsatts för överbelastnings-attacker Röda korsets ungdom kommenterade "resultatet av vår kampanj visar att det är viktigare än någonsin att diskutera konsekvenserna av kränkningar av de mänskliga rättigheterna".

### Google AdSense-förbud
I februari 2011 förbjöds Adland från att använda Google AdSense efter att en bild från en Sloggiannons (inkluderad i ett inlägg av Åsk Wäppling om sexistisk reklam) ansågs vara olämplig av Google. Wäppling beskrev förbudet som ett fall av "amerikansk puritanism". Problem med Google skulle dock återkomma. Adland återställdes, men förbjöds sedan igen efter visning av annonser från en annan underklädeskampanj i januari 2012, Adland återinfördes sedan ytterligare en gång, men förbjöds slutligen för gott av Google i december 2012. Då baserades Googles beslut på bilder av annonser från PETA som användes i ett Adland-inlägg som var kritiskt till den kontroversiella djurrättighetsgruppens reklamstrategi som utnyttjar kvinnor.

### Adland på Tor
I januari 2016 blev Adland den första reklamnyhetssajten på Tor. Wäppling beskriver Adlands .onion-spegel som en tjänst för det växande antalet Adland-läsare som använder adblock-programvara på grund av oro för dataintegritet, och kommenterade att "Det sätt som annonsnätverk är idag är i princip oskiljbart från skadlig kod".

### Adland tas offline
Den 19 september 2019 togs webbplatsen offline. Adlands servervärd Vultr agerade efter ett mail från advokaten Amy Tindell på Holland & Hart LLP i Boulder, Colorado, USA som krävde att en Bridgestonereklam skulle tas bort från arkivet. Reklamfilmen, med titeln "A Dog's Life", skapades av ett team på BBDO i Bangkok, Thailand år 2002, och vann ett silverpris 2003 på Asia Pacific Adfest. Ett av påståendena som advokaten gjorde i sitt e-postmeddelande var att Adland gjorde varumärkesintrång genom att skriva namnet "Bridgestone" i artikeln om reklamen. Åsk Wäppling påvisar faran med detta "Nu kan vem som helst ta ned era portfolios eftersom någon i Colorado hävdar att de representerar Bridgestone och att ni använder deras varumärke i ert arbete". Adland fick 24 timmar på sig att "ta bort domänen" från Vultr. 
Techdirt kallade advokatens påståenden för "skitsnack" och "DMCA-kravet handlar om reklam från ett decennium sedan, men poängen med Adlands är just att arkivera och kommentera annonser". Åsk Wäppling sa till Resumé år 2019 att hon var i samtal med "History of Advertising Trust" angående eventuellt övertagande. I en intervju med Adpulp frågade de om "den här röran beror på brist på kommunikation mellan parterna?" Åsk Wäppling svarade att det har gått 16 år sedan reklambyråns PR ens var inblandad. På frågan varför hon inte flyttar Adland-arkivet till YouTube påpekar hon att Adland, och den omtvistade reklamfilmen är flera år äldre än YouTube.

### I populärkultur
Adland har skapat egna ord och uttryck som har spritt sig i reklamvärlden. Bland annat så skapades en serie med namnet "Adgrunts" vilket är vad användarna på Adland kallas. År 2005 utlyste den Danska reklambyrån "Lund's Byro" en tävling om att namnge byrån på Adland. Byrån heter nu "Maraschino".

## Recensioner
År 2005 sa Jena McGregor, som skrev för FastCompany, att Adlands "gruppblogg genererar ett mer varierat utbud av insikter från registrerade användare". År 2012 placerade Business Insider Adland på en lista över de 22 mest inflytelserika reklambloggarna i världen. I en Adweek- intervju med Wäppling 2012 skrev Tim Nudd att Wäppling och Adland täcker reklambranschen med "humor, stil, och mer än lite improvisation". Åsk Wäppling var en av mer än hundra marknadsförings- och varumärkespersoner som intervjuades i Josh Sklars bok från 2014 "Digital doesn't matter".

## externa länkar
- https://adland.tv